# Autocesta A7
Autocesta A7 ("Primorka", "Kvarnerska autocesta" ili "obilaznica Rijeke") autocesta je u izgradnji na kvarnerskom području Hrvatske. Dio autoceste, od graničnog prijelaza Rupa do Šmrike, u potpunosti je puštena u promet kao dvotračna autocesta u oba smjera. Na ostatku autoceste (dionica između postojećeg čvora Križišće i čvorišta Žuta Lokva na autocesti A1) u tijeku su radovi. 
Izgradnjom autoceste A7 u punom profilu povezati će se granični prijelaz Rupa sa Žutom Lokvom te omogućiti nesmetano prometovanje iz Slovenije i sa područja Kvarnera prema Dalmaciji, i obrnuto te direktno povezivanje autoceste A7 i A8 sa autocestom A1.

## Značajni objekti na autocesti
| Naziv objekta                      | Vrsta objekta     | Duljina                     | Smjer      | Slika |
| ---------------------------------- | ----------------- | --------------------------- | ---------- | ----- |
| GP Rupa                            | granični prijelaz |                             | oba smjera |       |
| Dionica Rupa - Učka                |                   |                             |            |       |
| čvor Rupa                          | čvor              |                             | oba smjera |       |
| most Rupa                          | most              | 300 m                       | oba smjera |       |
| Naplatna postaja Rupa              | naplatna postaja  |                             | oba smjera |       |
| odmorište Brgud                    | odmorište         |                             | oba smjera |       |
| tunel Jušići                       | tunel             | 351 m                       | oba smjera |       |
| čvor Trinajstići                   | čvor              |                             | oba smjera |       |
| most Šmogori                       | most              | 130 m                       | oba smjera |       |
| most Klesarija                     | most              | 165 m                       | oba smjera |       |
| čvor Učka                          | čvor              |                             | oba smjera |       |
| Dionica Učka (Matulji) - Orehovica |                   |                             |            |       |
| odmorište Vrata Jadrana            | odmorište         |                             | oba smjera |       |
| čvor Rijeka zapad                  | čvor              |                             | oba smjera |       |
| odmorišta Zamet                    | odmorište         |                             | smjer Rupa |       |
| čvor Rujevica                      | čvor              |                             | oba smjera |       |
| tunel Škurinje 2                   | tunel             | 575 m                       | oba smjera |       |
| čvor Škurinje                      | čvor              |                             | oba smjera |       |
| tunel Škurinje 1                   | tunel             | 424 m                       | oba smjera |       |
| most Mihačeva Draga                | most              | 188 m                       | oba smjera |       |
| tunel Katarina                     | tunel             | 424 m                       | oba smjera |       |
| most Rječina                       | most              | 209 m                       | oba smjera |       |
| tunel Trsat                        | tunel             | 854 m                       | oba smjera |       |
| čvor Orehovica                     | čvor              |                             | oba smjera |       |
| Dionica Orehovica - Šmrika         |                   |                             |            |       |
| most Vežica 1                      | most              | 32 m                        | oba smjera |       |
| most Vežica 2                      | most              | 121 m                       | oba smjera |       |
| čvor Rijeka istok                  | čvor              |                             | oba smjera |       |
| most Draga 1                       | most              | 467 m                       | oba smjera |       |
| tunel Draga                        | tunel             | 219 m (Šmrika) 141 m (Rupa) | oba smjera |       |
| tunel Sveti Kuzam                  | tunel             | 328 m (Šmrika) 313 m (Rupa) | oba smjera |       |
| most Sveti Kuzam                   | most              | 391 m (Šmrika) 220 m (Rupa) | oba smjera |       |
| čvor Sveti Kuzam                   | čvor              |                             | oba smjera |       |
| most Tabor                         | most              | 305 m                       | oba smjera |       |
| čvor Hreljin                       | čvor              |                             | oba smjera |       |
| tunel Burlica                      | tunel             | 728 m                       | oba smjera |       |
| most Kuk                           | most              | 338 m                       | oba smjera |       |
| most Sveta Trojica                 | most              | 280 m (Šmrika) 200 m (Rupa) | oba smjera |       |
| most Križišće                      | most              | 239 m                       | oba smjera |       |
| čvor Križišće                      | čvor              |                             | oba smjera |       |
| čvor Šmrika                        | čvor              |                             | oba smjera |       |

Popis objekata napravljen po zemljovidu  Arhivirana inačica izvorne stranice od 24. rujna 2015. (Wayback Machine) na stranicama HUKA-e.

## Vanjske poveznice
- [neaktivna poveznica]
- Arhivirana inačica izvorne stranice od 13. veljače 2021. (Wayback Machine)
- Popis izlaza